# Paul Troupp

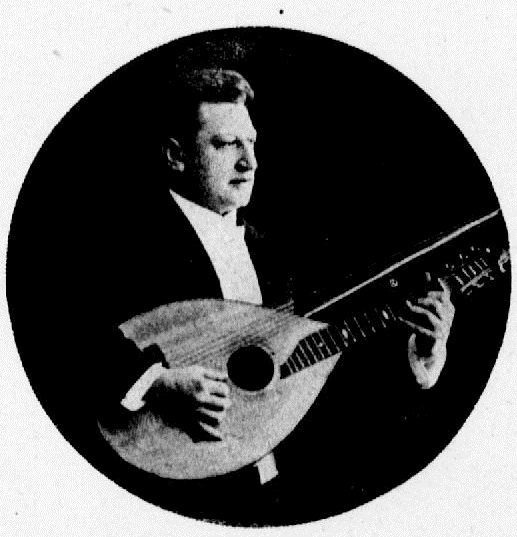
Paul Troupp på Riche 1922.

Paul Troupp, född Pavel Vasiljevitsh Troupp 17 februari 1878 i Helsingfors, död 14 januari 1943 i Helsingfors, var en finländsk sångare, sångtextförfattare, kompositör och skådespelare.
Efter studier vid ryska och svenska samskolor tog Troupp anställning som bokbindare. Han studerade därefter dramatik för Emelie Degerholm och debuterade som skådespelare på Helsingfors Folkteater som artonåring. Engagemang följde vid flera teatrar i Åbo, Helsingfors och på landsbygden; bland annat var han anställd vid Svenska inhemska teatern 1897–1898, 1901–1902 samt 1905–1906, och vid Svenska Teatern mellan 1910 och 1912 samt 1915. Andra noterbara scener han uppträdde på var Brunnsparkens teater och Komediteatern. Sedermera lämnade Troupp teatern och var därefter en uppskattad operett- och vissångare och satte upp egna revyer. Han aktiv inom amatörteatern och var ledare för teaterensemblerna vid Nylands svenska ungdomsförbund, Sörnäs nykterhetsförening och Arbetets vänner.
Troupp medverkade i två filmer; Muurmamin pakolaiset 1927 och Tystnadens hus 1933. Åren 1906 och 1909 sjöng han in elva svenska titlar på grammofon, varav två sånger, På gummihjul och Skrattkuplett var komponerade och skrivna av honom själv.